# رایان منینگ
رایان منینگ (انگلیسی: Ryan Manning؛ زادهٔ ۱۴ ژوئن ۱۹۹۶) بازیکن فوتبال اهل جمهوری ایرلند است.
از باشگاه‌هایی که در آن بازی کرده‌است می‌توان به باشگاه فوتبال کویینز پارک رنجرز اشاره کرد.
وی همچنین در تیم‌های ملی فوتبال زیر ۱۷ سال، زیر ۱۹ سال، زیر ۲۱ سال و بزرگسالان جمهوری ایرلند بازی کرده‌است.